# Robert Girardet
Robert Girardet   (17è districte de París, 11 de maig de 1893 - Neuilly-sur-Seine, 1 de març de 1977) va ser un regatista francès que va competir a començaments del segle xx.
El 1924 va prendre part en els Jocs Olímpics de París, on va guanyar la medalla de bronze en la regata de 8 metres del programa de vela, a bord del Namoussa, junt a Louis Bréguet, Pierre Gauthier, André Guerrier i Georges Mollard.